# Miss Belarus

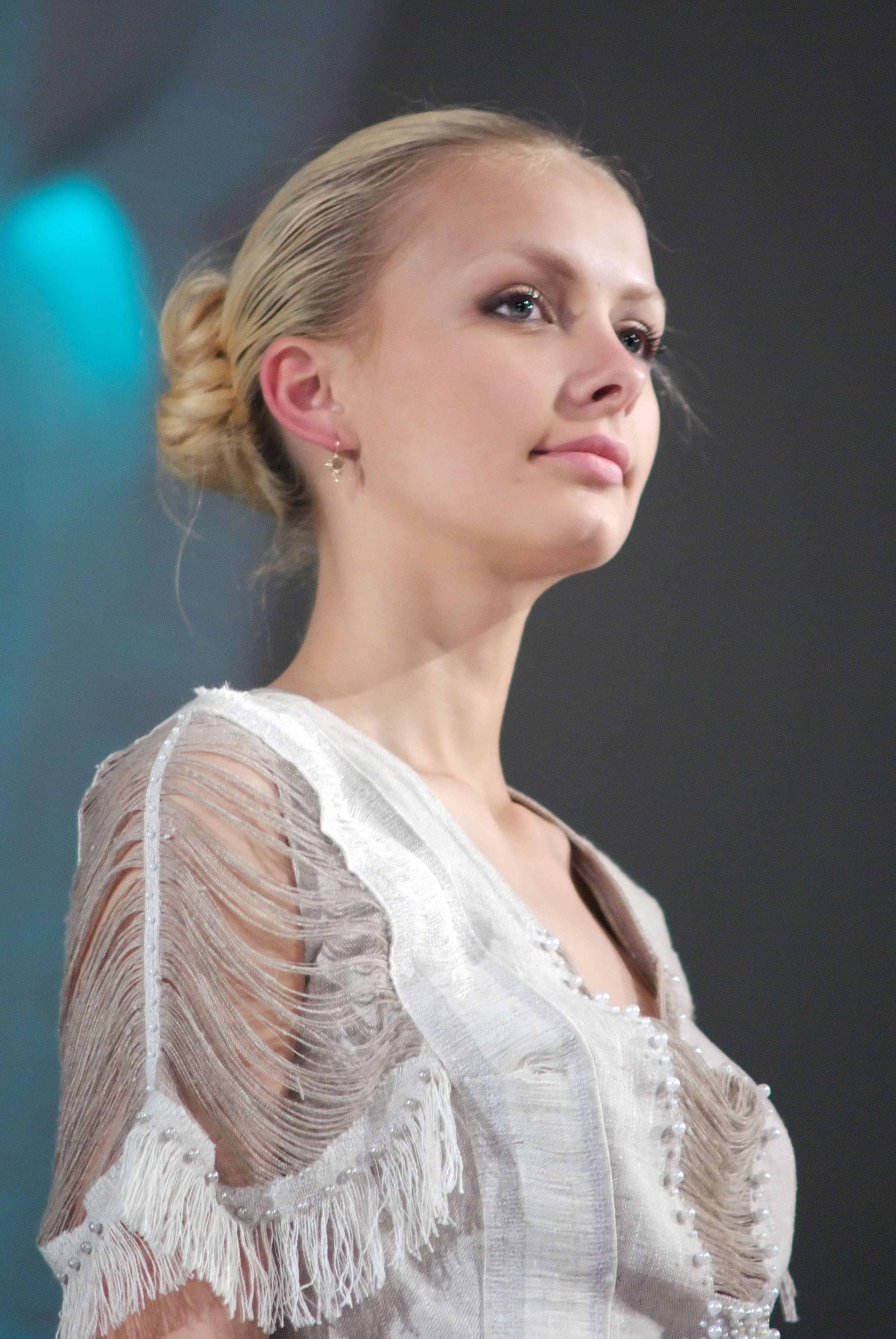
Wolha Chischynkowa, Miss Belarus 2008.

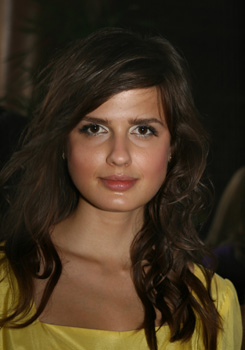
Alena Aladka, Vertreterin von Belarus bei der Miss World 2007.

Miss Belarus (Міс Беларусь) ist ein nationaler Schönheitswettbewerb für unverheiratete Frauen in Belarus. Er wurde 1998 vom Schönheits-, Kosmetik- und Wellnessunternehmen Diva begründet und seither nur alle zwei Jahre ausgetragen. Gegenwärtig wird er veranstaltet von den Ministerien für Kultur und Erziehung, der Nationalen Fernseh- und Rundfunkgesellschaft, der Nationalen Jugendunion und der Präsidentenstiftung für Talentförderung in der Jugend.
Die Siegerinnen nehmen an der Wahl zur Miss World teil, weitere Finalistinnen an der zur Miss Europe.
Auf einem Vorgänger-Wettbewerb eines anderen Veranstalters wurden bereits ab 1995 Teilnehmerinnen für die Wahl zur Miss Europe ermittelt.

## Die Siegerinnen
| Jahr | Name                  | Belarussische Form | Stadt    |
| ---- | --------------------- | ------------------ | -------- |
| 1998 | Sviatlana Kruk        | Святлана Крук      | Hrodna   |
| 2000 | Anna Stychynskaja     | Ганна Стычынская   | Mahiljou |
| 2002 | Volha Neudach         | Вольга Неўдах      | Brest    |
| 2004 | Volha Antropava       | Вольга Антропава   | Wizebsk  |
| 2006 | Katsiaryna Litsvinava | Кацярына Ліцвінава | Mahiljou |
| 2008 | Wolha Chischynkowa    | Вольга Хіжынкова   | Wizebsk  |
| 2010 | Ljudzmila Jakimovič   | Людміла Якімовіч   | Hrodna   |

Anmerkung zur Schreibweise der Namen: Die belarussische ist die Originalform. Sie wurde in die lateinische übertragen, jedoch nicht in wissenschaftlicher Transliteration oder Transkription, sondern in der bei internationalen Wettbewerben verwendeten Weise, die zumeist dem Englischen angeglichen ist.

## Miss-Europe-Teilnehmerinnen
| Jahr | Name                | Belarussische Form |
| ---- | ------------------- | ------------------ |
| 1995 | Natalia Makei       | Натальля Макей     |
| 1996 | Yelena Shcherbak    | Алена Шчэрбак      |
| 1997 | Anna Dierekh        | Ганна Дзерак       |
| 1999 | Svetlana Kruk       | Сьвятлана Крук     |
| 2001 | Alesya Shmigelskaya | Алеся Шмігельская  |
| 2002 | Olga Nevdakh        | Вольга Неўдах      |
| 2003 | Olga Serezhnikova   | Вольга Сярожнікава |
| 2005 | Olga Gerasimovich   | Вольга Герасімовіч |
| 2006 | Yuliya Sindzeyeva   | Юлія Сіндзеева     |